# Phacelia anelsonii
Phacelia anelsonii är en strävbladig växtart som beskrevs av Macbride. Phacelia anelsonii ingår i Faceliasläktet som ingår i familjen strävbladiga växter. Inga underarter finns listade i Catalogue of Life.

## Bildgalleri

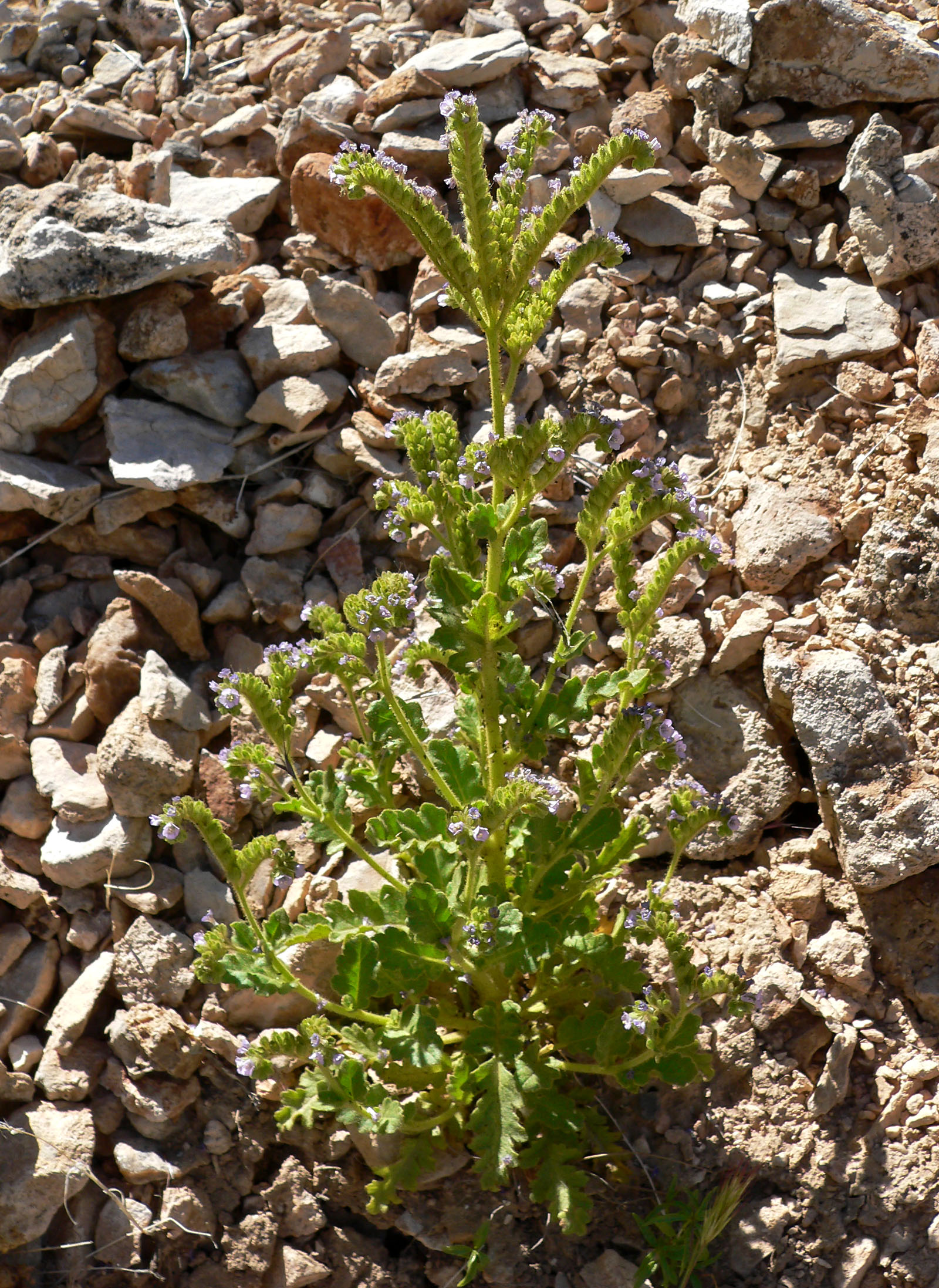
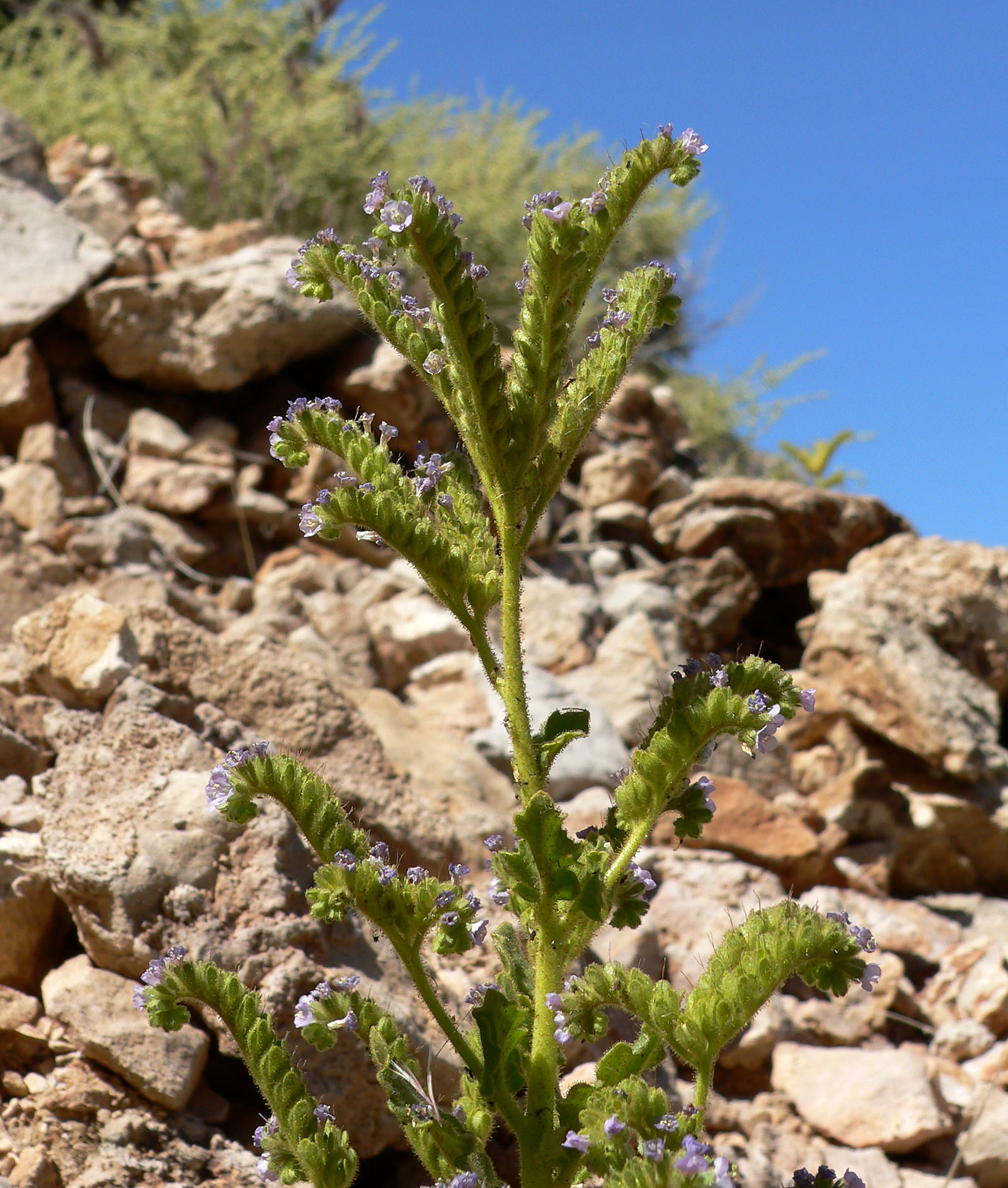
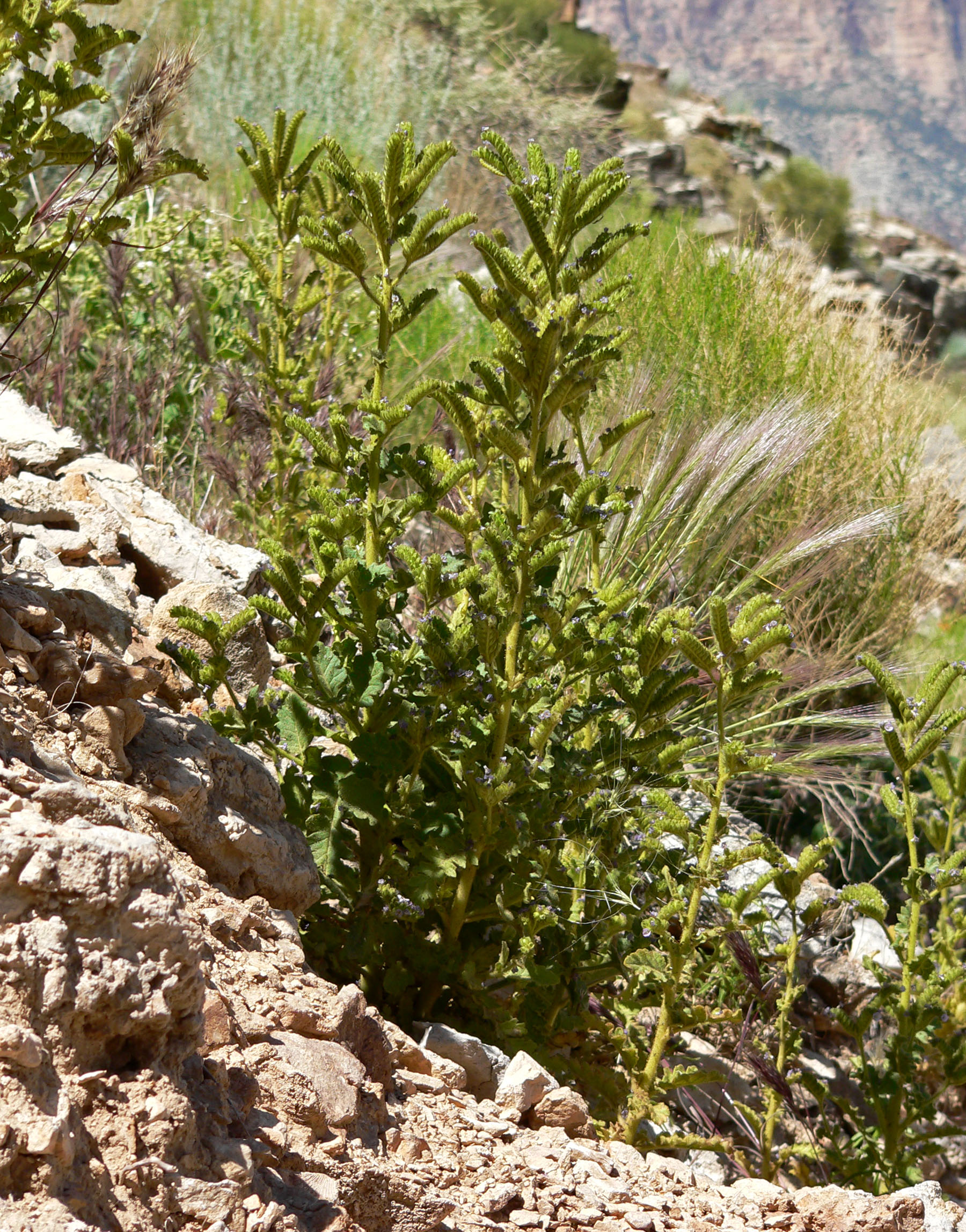
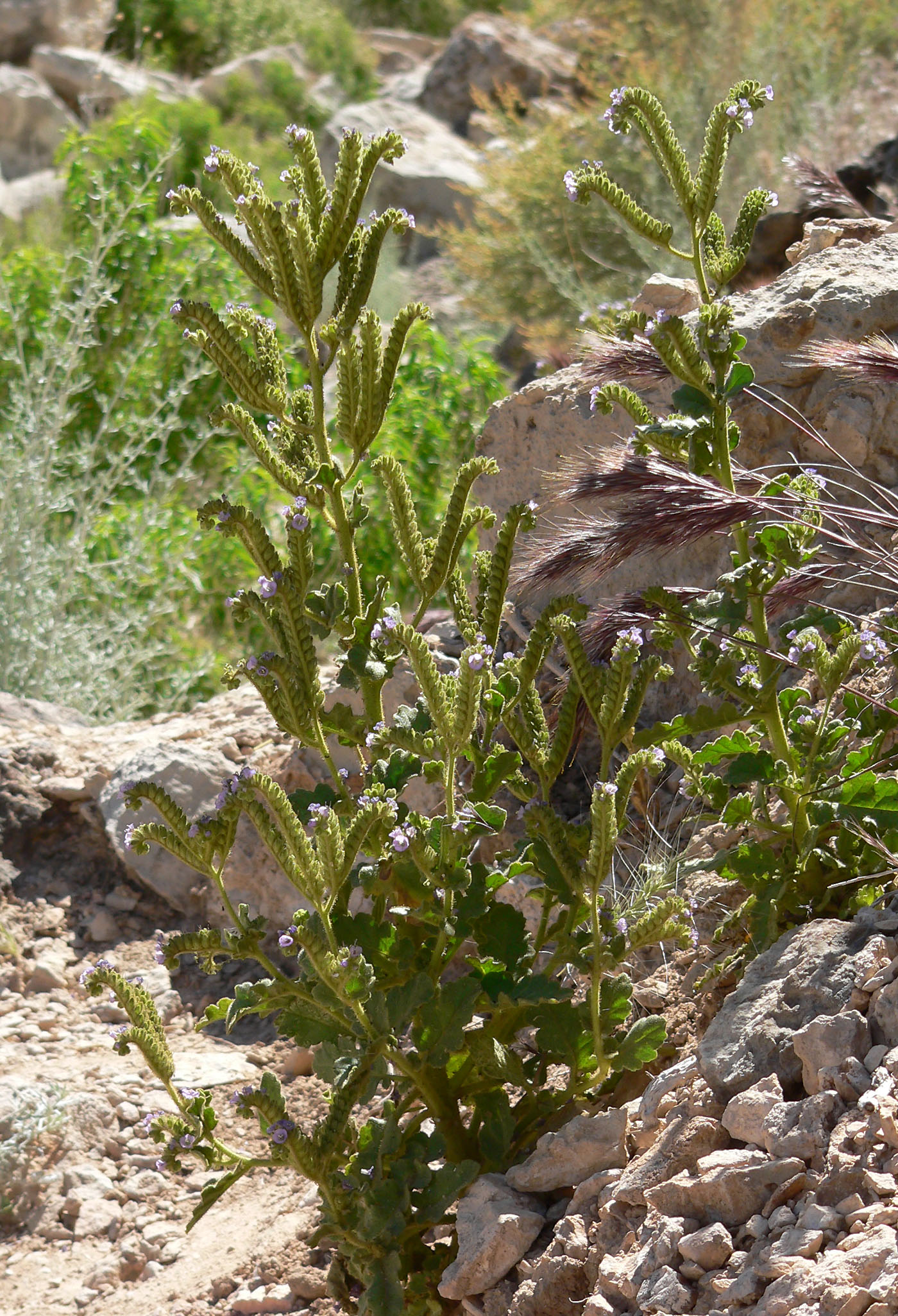
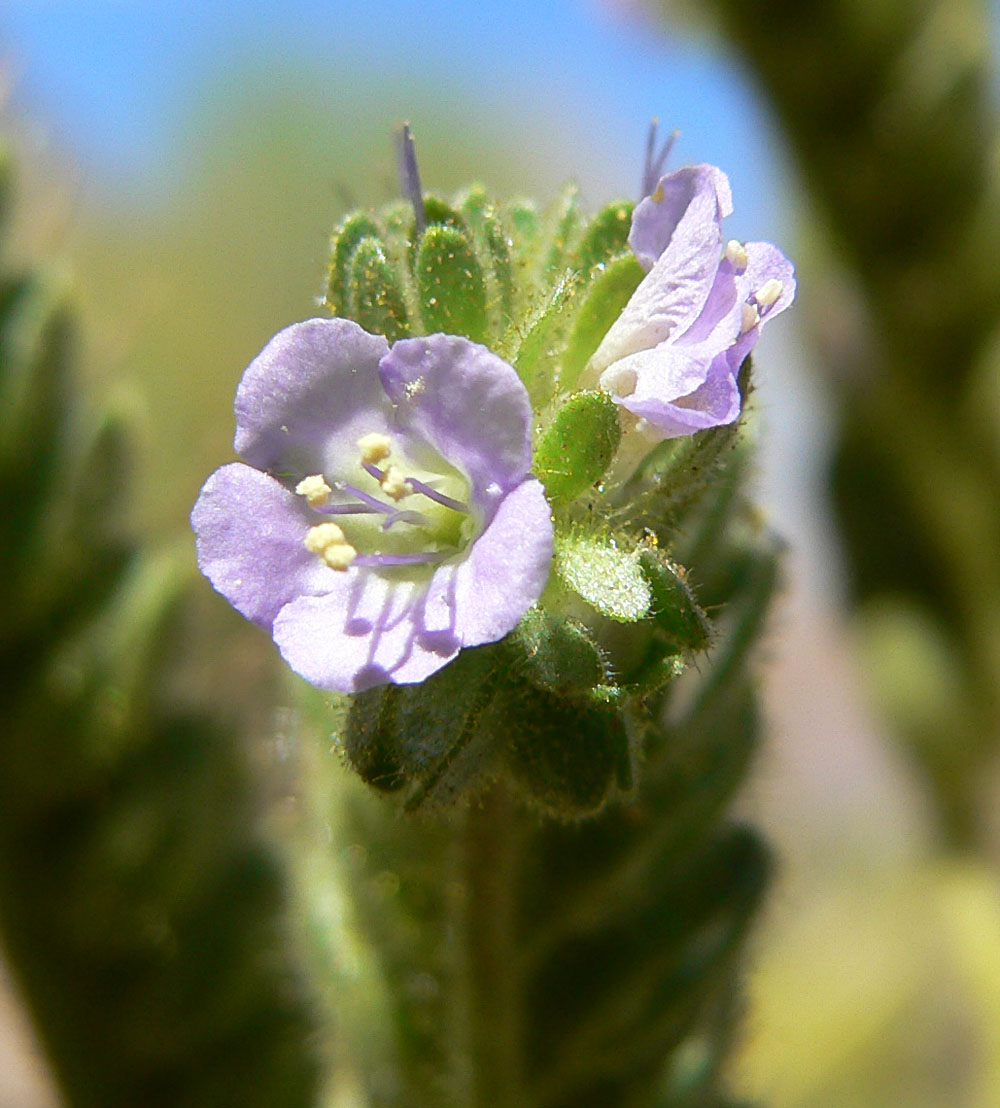
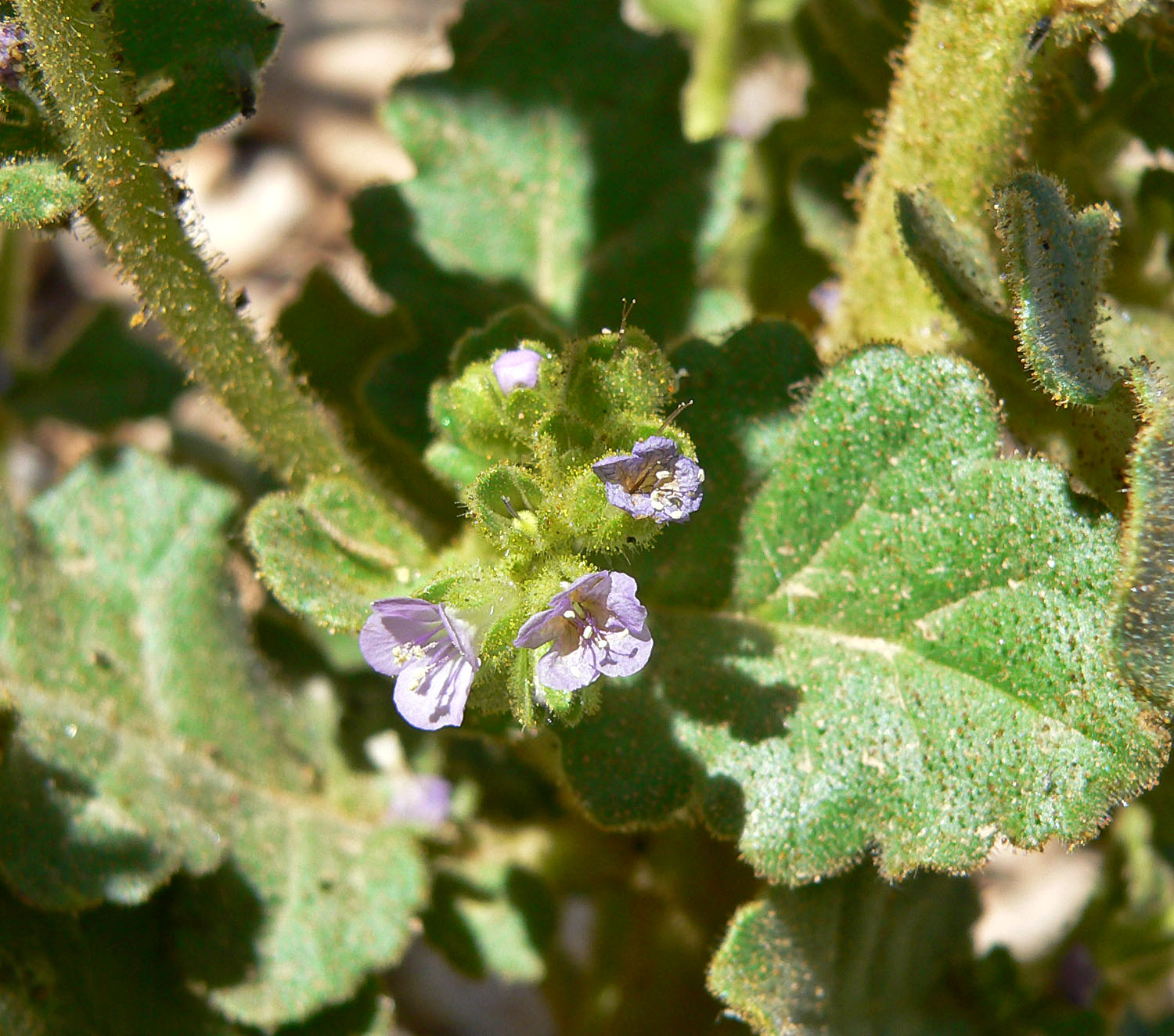